# Mibora minima
La hierba pigmea (Mibora mimina) es una  planta herbácea de la familia de las poáceas.

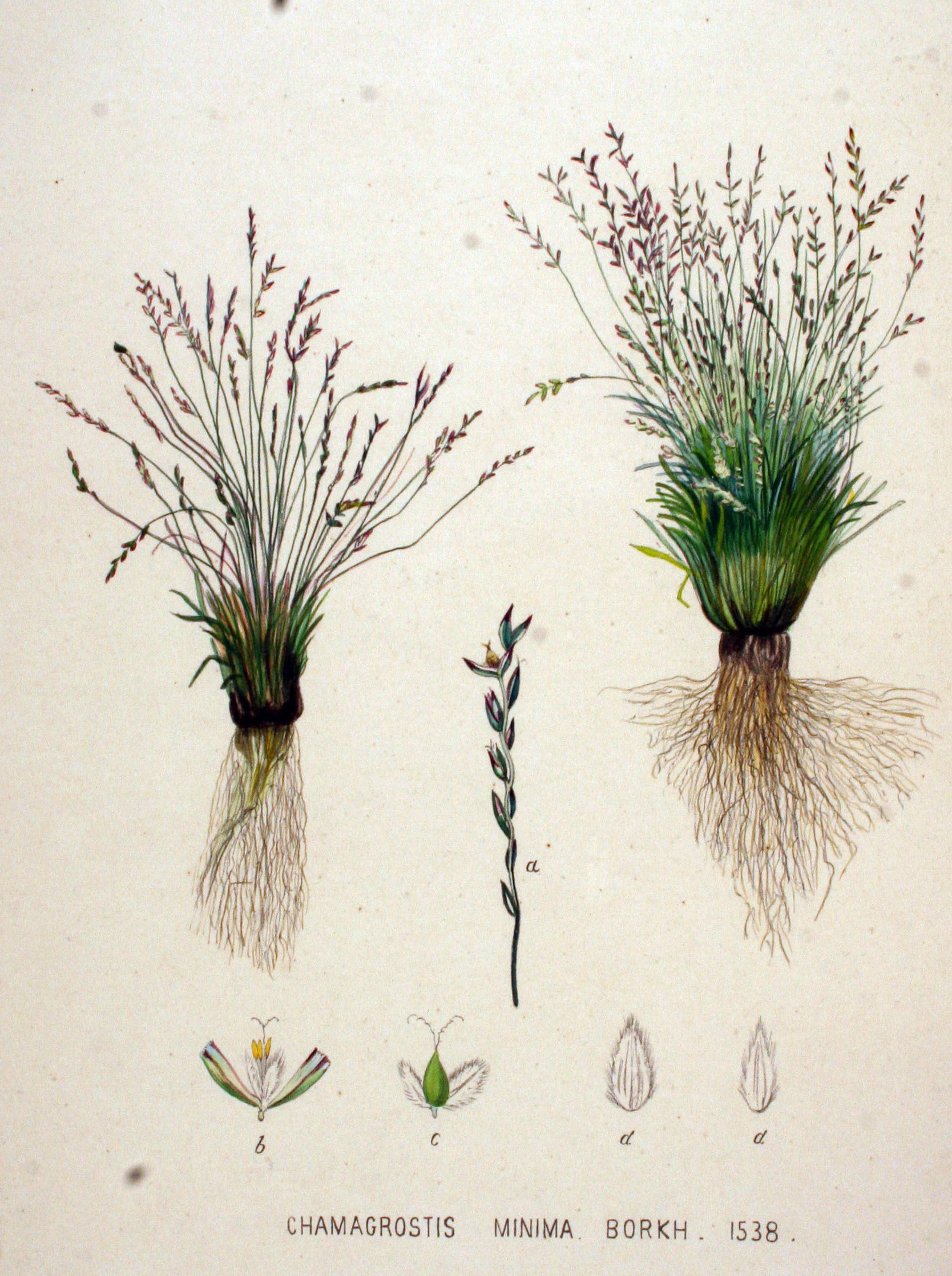
Ilustración

## Descripción
Es una pequeña planta gramínea, de 2-10 cm de altura, que crece formando pequeños céspedes densos. Sus hojas son cortas y acanaladas y los tallos rematan en una espiga fina, formada de espiguiilas aún menores, en las cuales las flores están protegidas por unas escamas púrpura de 1 mm, que permiten asomar la parte fértil blanca, (anteras), del mismo tamaño que sus 3 estambres, dando a la planta el aspecto de una pequeña "brocha" roja con motas blancas.

## Distribución y hábitat
En la península ibérica en Castilla y León. Es abundantísima en suelos de pastos pobres y arenosos. En Gales y en Inglaterra en dunas junto al mar.

## Taxonomía
Mibora minima fue descrita por (L.) Desv. y publicado en Observations sur les Plantes des Environs d'Angers 45. 1818.
Citología
Número de cromosomas de Mibora minima (Fam. Gramineae) y táxones infraespecíficos: 2n=14
Sinonimia
- Agrostis minima L.
- Chamagrostis desvauxii (Lange) Nyman
- Chamagrostis littorea Samp.
- Chamagrostis minima (L.) Borkh.
- Chamagrostis minima var. elongata Hack.
- Chamagrostis verna (Pers.) Sloboda
- Knappia agrostidea Sm.
- Knappia verna (Pers.) Trin.
- Knappia vernalis Trin.
- Mibora desvauxii Lange
- Mibora minima var. elongata (Hack.) Husn.
- Mibora verna (Pers.) P.Beauv.
- Mibora verna var. elongata (Hack.) Rouy
- Poa minima (L.) Stokes
- Sturmia minima (L.) Hoppe
- Sturmia verna Pers.[5][6]

## Nombres comunes
- Castellano: hierba enana.[7]